# Benzenschwil
Benzenschwil (toponimo tedesco) è una frazione di 548 abitanti del comune svizzero di Merenschwand, nel Canton Argovia (distretto di Muri).

## Storia

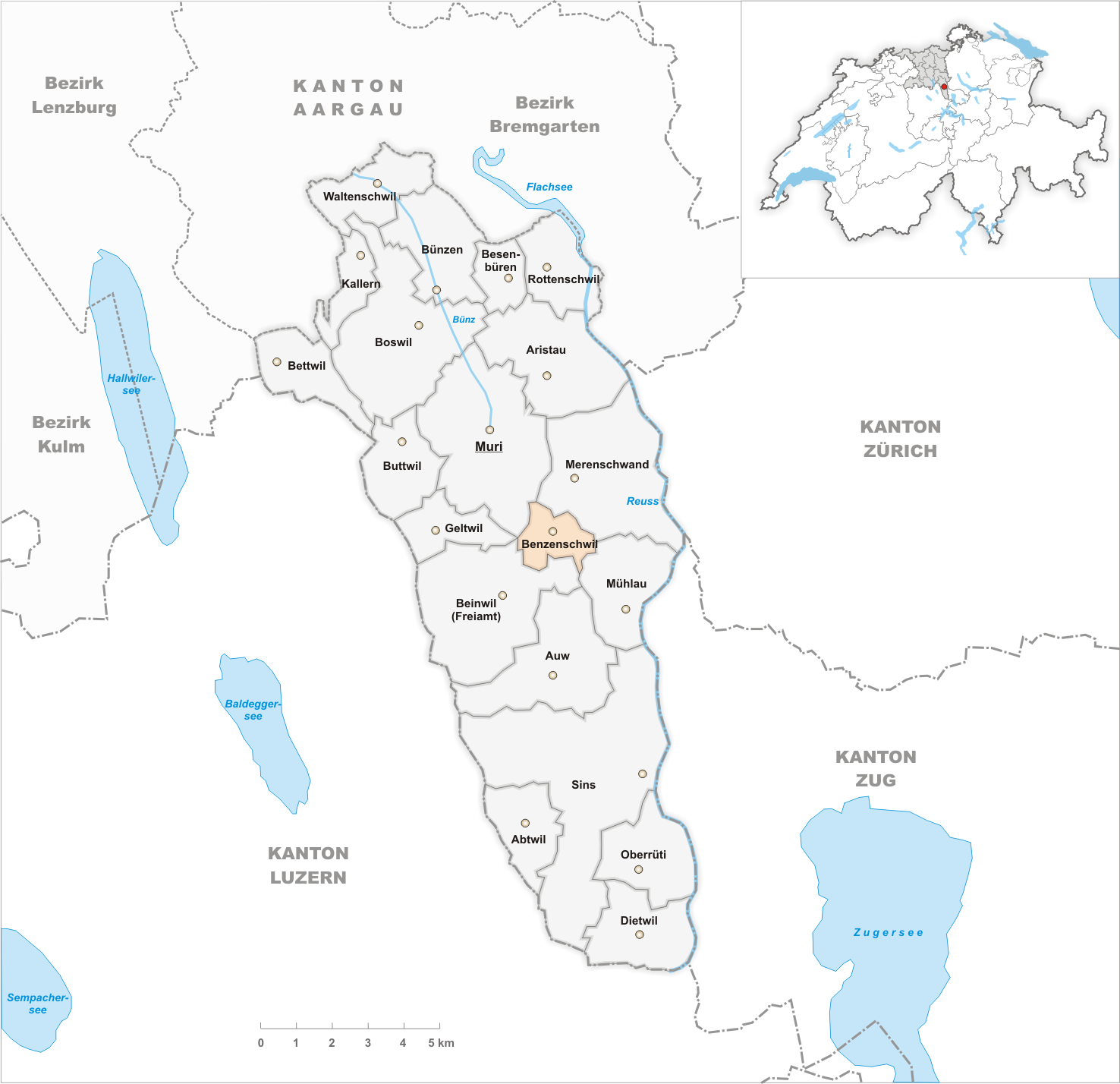
Il territorio del comune di Benzenschwil prima degli accorpamenti comunali del 2012

Già comune autonomo istituito nel 1813 per scorporo dal comune di Merenschwand, il 1º gennaio 2012 è stato nuovamente aggregato a Merenschwand.

## Società

### Evoluzione demografica
L'evoluzione demografica è riportata nella seguente tabella:
Abitanti censiti

## Infrastrutture e trasporti

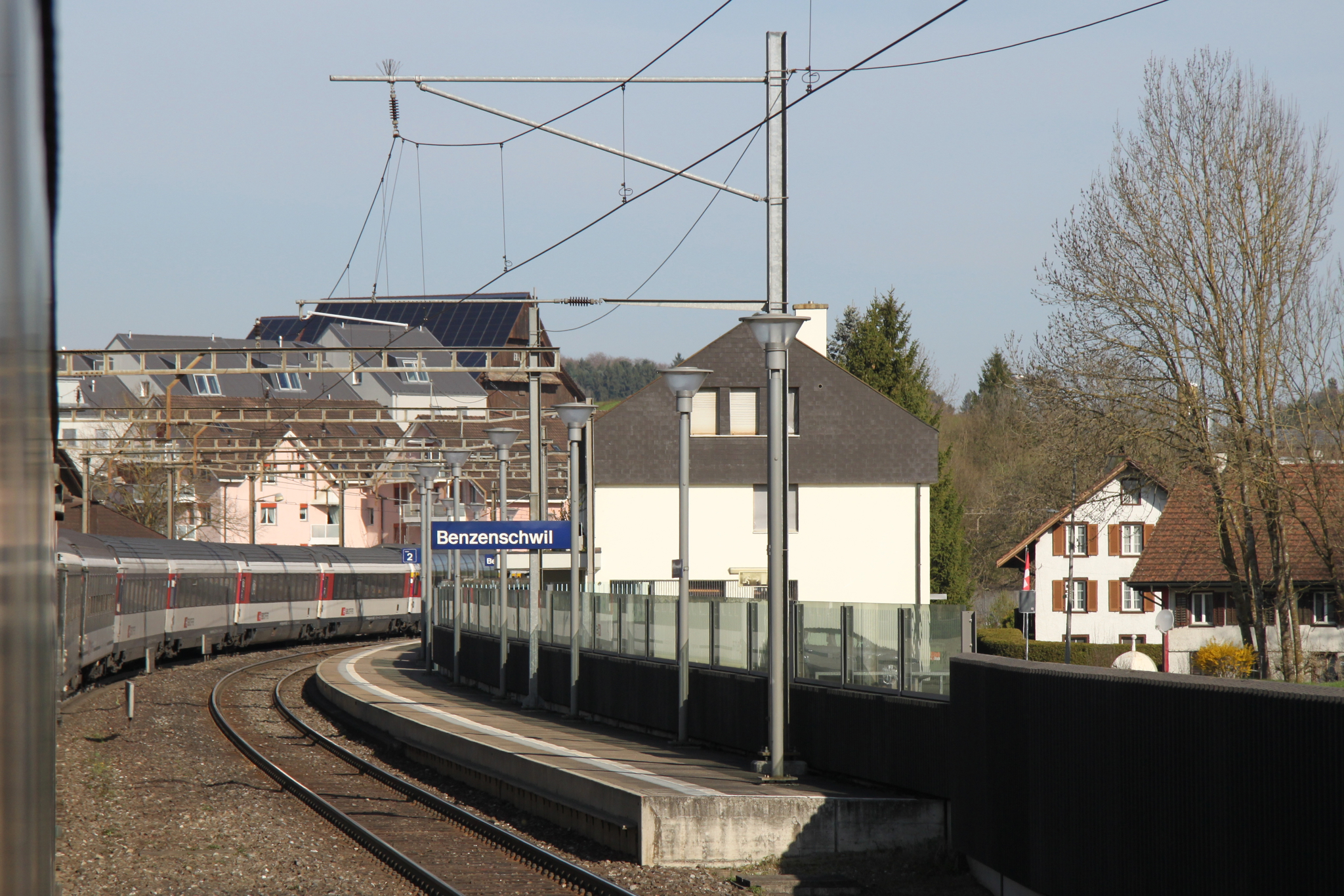
La stazione di Benzenschwil

Benzenschwil è servito dall'omonima stazione sulla ferrovia Brugg-Immensee (linea S26 della rete celere dell'Argovia).